# Tachypleus tridentatus
Tachypleus tridentatus е вид членестоного от семейство Limulidae.

## Разпространение
Видът е разпространен във Виетнам, Индонезия, Китай, Малайзия, Провинции в КНР, Тайван, Филипини и Япония.